# Mecc Alte
Mecc Alte è un'azienda elettromeccanica italiana specializzata nella progettazione e realizzazione di alternatori.

## Storia
L'azienda, fondata da Mario Carraro, iniziò le sue attività nel 1947 come officina di riparazione di motori elettrici a cui affiancò gradualmente la produzione di piccoli motori elettrici.
La produzione dei primi alternatori ebbe inizio verso la fine degli anni cinquanta e all'inizio degli anni settanta l'azienda si specializzò unicamente su questo tipo di prodotti, allargando al contempo la sua quota di mercato dapprima in Italia poi all'estero.
Nel corso degli anni ottanta vennero aperte le prime filiali commerciali e di assistenza in Francia, Germania, Gran Bretagna, USA e Singapore continuando l'espansione sul mercato internazionale fino a stabilizzare la produzione al livello di 1600 alternatori al giorno.
Ad oggi Mecc Alte possiede nove stabilimenti produttivi, ciascuno specializzato in un settore diverso a Mecc Alte SpA sede principale a Creazzo (provincia di Vicenza) Mecc Alte Power Products a Montecchio Maggiore (provincia di Vicenza), Zanardi ad Altavilla Vicentina (provincia di Vicenza), Mecc Alte Portable a Soave (provincia di Verona), Veco a Bevilacqua (provincia di Verona), Mecc Alte UK ad Oakham (Gran Bretagna), Mecc Alte Francia a Saint Amant de Boixe (Francia), Mecc Alte Cina a Haimen (Cina), Mecc Alte India a Pune (India) e una rete vendite con sedi in Australia, Francia, Germania, Singapore, Spagna e Stati Uniti specializzate nelle vendite, nella distribuzione e nel post-vendita in loco di tutti i prodotti Mecc Alte.

## Divisioni e Prodotti
Mecc Alte offre un'ampia gamma di alternatori da 1 a 5.000 kVA suddivisa nei vari stabilimenti produttivi:
- Mecc Alte SpA - Prodotti Industriali e Navali. Produzione e fornitura di alternatori sincroni a 4 poli da 3,5kVA a 5.000kVA e alternatori a 2 poli da 5kVA a 2.000kVA.
- Mecc Alte Power Products - Prodotti in Media e Alta tensione. Produzione di alternatori per la generazione di energia, sincroni e asincroni per applicazioni idroelettriche fino a 10MVA.
- Mecc Alte Portable - Prodotti portatili. Produzione di piccole unità portatili a 2 poli da 1,2 kVA a 17 kVA.
- Zanardi - Saldatrici e Prodotti Speciali. Produzione di soluzioni energetiche personalizzate tra cui alternatori specializzati e saldatrici.

## Applicazioni
Mecc Alte costruisce una vasta gamma di alternatori specializzati, che comprendono sistemi a 400Hz, raffreddati ad acqua, DC, velocità variabile, totalmente chiusi, sistemi eolici e telecomunicazioni DC coprendo un'ampia gamma di applicazioni:
- Prime Power
- Standby
- Navale
- Telecomunicazioni
- Saldatura
- Ferroviario
- Idroelettrico
- Agricoltura
- Irrigazione
- Aeronautica
- Cogenerazione
- Data Centre
- Illuminazione
- Portatili